# Alejandro Agresti
Alejandro Agresti (Buenos Aires, 2 de juny de 1961) és un director de cinema, guionista i actor argentí.
Ha guanyat sengles premis Còndor de Plata al millor director i millor guió per les seves pel·lícules Buenos Aires viceversa (1996) i Valentín (2002, titulada a Espanya El somni de Valentín). A més, El vent es va portar el que va ser guardonada el 1998 amb la Petxina d'Or a la millor pel·lícula en el Festival Internacional de Cinema de Sant Sebastià. En 2001 va rebre el Diploma al Mèrit dels Premis Konex com un dels 5 millors Directors de Cinema de la dècada a Argentina. Des de mitjan dècada de 2000 treballa majoritàriament als Estats Units, on va realitzar la reeixida cinta The Lake House.

## Biografia
El 1987 Agresti va estrenar la seva òpera prima, L'amor és una dona grossa. En aquest film Agresti reflecteix amb notable realisme i cruesa, la desesperació de la generació de joves que va aconseguir sobreviure a la sagnant última dictadura militar que va assolar l'Argentina entre 1976 i 1983. Es tracta d'una obra amb un marcat sentiment pessimista, protagonitzada per un periodista que transita les vores de la bogeria i el desencantament per la realitat que li toca viure, tant en el personal com en el generacional. La història del film està ambientada a Buenos Aires, que en aquells dies transitava un període polític de notable obscurantisme, i una atmosfera social caracteritzada per l'absència d'ideals. Alguns crítics de cinema consideren aquesta pel·lícula com a premonitoria dels estralls que més tard produiria l'obert desembarcament del neoliberalisme al país, durant el govern de Carlos Menem.
A partir de la bona recepció internacional de Valentín (2002), Agresti va començar a rebre ofertes per filmar a Hollywood, on es va instal·lar i va realitzar el drama romàntic The Lake House (La Casa del Llac, 2006), en el qual va treballar amb els famosos actors Sandra Bullock i Keanu Reeves, als quals va tornar a reunir després de l'èxit de Speed (Màxima velocitat, 1994) i que va recaptar més de 114 milions de dolares a nivell mundial. La banda sonora d'aquest film va explicar a més amb una cançó de Paul Mccartney.
En 2014 Agresti estrenarà el seu nou film, la comèdia No som animals, una coproducció argentina-nord-americana protagonitzada per John Cusack, Paul Hipp i Lucila Solá. La història transcorre en l'Argentina i Agresti també interpreta un rol principal en el film, el qual va ser escrit per ell i Cusack.

## Filmografia
- Mecánica popular (2016)
- No somos animales (2013)
- La casa del llac (2006)
- Un mundo menos peor (2004)
- Valentín (2002)
- Una noche con Sabrina Love (2000)
- El viento se llevó lo que (1999)
- La cruz (1998)
- Buenos Aires viceversa (1997)
- El acto en cuestión (1993)
- Luba, coproducció amb Països Baixos (1990)
- City Life (documental), coproducció amb Països Baixos (1990)
- Boda secreta (1989)
- El amor es una mujer gorda (1987)
- El hombre que ganó la razón (1984)
- La neutrónica explotó en Burzaco (1984)